# Gamelia lichyi
Gamelia lichyi är en fjärilsart som beskrevs av Lemaire 1973. Gamelia lichyi ingår i släktet Gamelia och familjen påfågelsspinnare. Inga underarter finns listade i Catalogue of Life.